# Joseph Makosso
Pour les articles homonymes, voir Makosso.
Joseph Makosso, né le 29 avril 1934 à Libreville (Gabon) et décédé le 14 mai 2015 à Pointe-Noire (République du Congo), est un diplomate et haut fonctionnaire de la République du Congo.

## Biographie
Fils de Joseph Makosso Nzenze, il est issu d'une des familles notables (clan Boulolo) de l'ethnie Vili.
Il fait ses études primaires et secondaires à l'École Montfort des Frères de Saint-Gabriel à Libreville au Gabon, qui forme alors les cadres locaux de l'administration coloniale.
Il obtient une bourse d'études de la Fondation Carnegie pour la Paix Internationale à Genève puis il achève ses études supérieures à l'Institut libre d'étude des relations internationales (ILERI) de Paris.
Il commence sa carrière à la Banque internationale pour l'Afrique occidentale (BIAO), avant d’intégrer l’administration gabonaise. Il est en parallèle membre de la Fédération gabonaise de football,.
En 1963, il intègre à titre exceptionnel l'administration congolaise, à la demande du Président de la République du Congo.
Il a occupé différents postes diplomatiques notamment en qualité de chargé d'affaires de la République du Congo auprès de l'État d'Israël à Jérusalem, puis chargé d'affaires de la République du Congo auprès de la République démocratique allemande (RDA) à Berlin ,,,. Il a également représenté son pays auprès de l'Organisation des Nations unies (ONU) à New York .

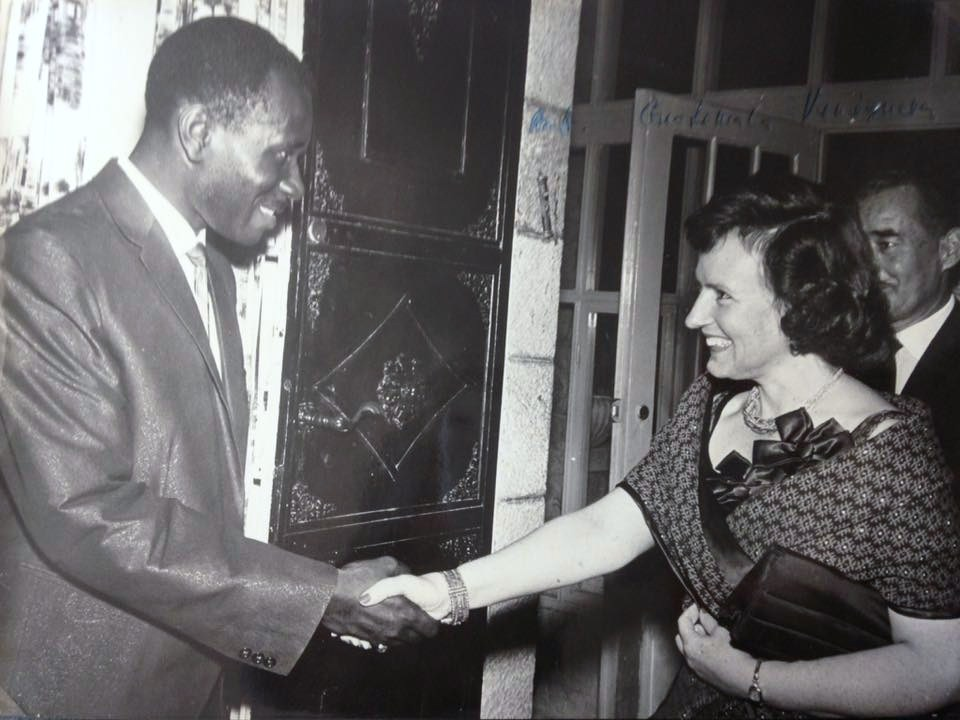
Joseph Makosso reçoit son homologue Francisca Fernández-Hall, ambassadrice du Guatemala, à l'occasion de la célébration de la fête nationale du Congo Brazzaville, le 15 août 1964, à Jérusalem.

## Distinctions
Joseph Makosso a été promu au grade d'Officier de l'Ordre national du Mérite (France) par le Président François Mitterrand,.